# 哈宝
《哈宝》是一款来自芬兰的，始创于2000年以虚拟现实为目标的大型网络游戏。运行此游戏需要Adobe公司的Flash Player插件。